# Jelena Subotić
Jelena Subotić politologinja je i profesorica na Državnom sveučilištu Georgije u Atlanti. Poznata je po istraživanju politike sjećanja, ljudskih prava i tema vezanih uz tranzicijsku pravdu. Njezina knjiga Žuta zvijezda, crvena zvijezda (Cornell University Press, 2019.) koja se bavi problematikom politike sjećanja na holokaust u post-komunističkom razdoblju u Hrvatskoj, Srbiji i Litvi osvojila je 2020. godine nagradu Joseph Rothschild za teme vezane uz nacionalizam i etničke studije (koju dodjeljuje Udruženje za proučavanje nacionalnosti) kao i nagradu za najbolju knjigu godine Sekcije za Europsku politiku i društvo Američkog društva za političke znanosti. Knjiga Žuta zvijezda, crvena zvijezda prevedena je i objavljena i u Srbiji 2021. godine.

## Vanjske poveznice
- Jović, Dejan. 2020. PRIKAZ KNJIGE. Jelena Subotić: Yellow Star, Red Star. Holocaust Remembrance after Communism, Cornell University Press, 2019, 228 str. Tragovi: časopis za srpske i hrvatske teme. 3 (2): 301–308
- Jelena Subotić – Žuta zvezda, crvena zvezda: Sećanje na Holokaust posle komunizma (Angažovana misao / Engaged Thought) na YouTubeu
- Žuta zvezda, crvena zvezda: Sećanje na Holokaust nakon komunizma (CZKD Centar za kulturnu dekontaminaciju) na YouTubeu